# John Barrowman
John Barrowman (Glasgow, 11 marzo 1967) è un attore, cantante, ballerino e personaggio dello spettacolo britannico naturalizzato statunitense.
Dal suo debutto teatrale Barrowman ha interpretato diversi ruoli da protagonista in musical sia al West End che a Broadway, tra cui Matador, Miss Saigon, The Phantom of the Opera e Sunset Boulevard. Dopo essere apparso nella produzione di Sam Mendes del musical The Fix, venne nominato per il premio Laurence Olivier Award del 1998 come Miglior attore in un musical e tornò, all'inizio degli anni 2000, a interpretare Billy Crocker nel revival of Anything Goes. Il suo lavoro teatrale più recente risale alla partecipazione al musical La Cage aux Folles del 2009.
Barrowman è inoltre apparso in produzioni cinematografiche e televisive, tra cui i musical De-Lovely (2004) e The Producers - Una gaia commedia neonazista (2005). Nel Regno Unito è noto per il suo lavoro presso il canale BBC, in particolare per avere presentato programmi per bambini del contenitore CBBC, per il programma televisivo auto-prodotto Tonight's the Night, e per il ruolo del personaggio di Jack Harkness, apparso nella popolare serie televisiva di fantascienza Doctor Who e nel suo spin-off Torchwood. Prima di lavorare per la televisione britannica, è apparso nelle serie televisive statunitensi Titans and Central Park West. Da allora, Barrowman ha avuto diversi ruoli da guest star in programmi televisivi sia negli Stati Uniti che nel Regno Unito. Ha partecipato come concorrente del talent show Dancing on Ice, mentre la sua esperienza teatrale gli ha permesso di diventare un giudice nei talent show musicali How Do You Solve A Problem Like Maria?, Any Dream Will Do e I'd Do Anything. Nel 2006 è stato votato come "Entertainer of the Year" da Stonewall (UK).
Oltre che come attore Barrowman ha partecipato alla produzione di dozzine di registrazioni musicali, interpretando alcune reinterpretazioni di brani, presenti negli album Another Side (2007) e Music Music Music (2008). Entrambi gli album sono entrati nella classifica Official Albums Chart, così come l'album chiamato John Barrowman del 2010, che raggiunse l'undicesima posizione. Infine, Barrowman ha pubblicato due autobiografie, Anything Goes (2008) e I Am What I Am (2009), con sua sorella come coautrice. Nel 2012 cominciò a recitare in Arrow nel ruolo di Malcolm Merlyn/ Black Archer.

## Biografia

### Primi anni
John Scot Barrowman è nato nel 1967 nell'area di Mount Vernon presso Glasgow, in Scozia, il più giovane di tre fratelli. È vissuto a Glasgow fino all'età di otto anni. Sua madre era una cantante e lavorava come commessa in un negozio di dischi, mentre suo padre era un impiegato dell'azienda Caterpillar di Uddingston. Nel 1976 Barrowman e la sua famiglia si sono trasferiti ad Aurora, in Illinois, e successivamente a Joliet, presso cui John ha frequentato il liceo. Gli insegnanti di lettere e musica del liceo cambiarono il futuro di Barrowman, incoraggiandolo a non sprecare il suo talento musicale e teatrale. Al liceo venne incoraggiato a perseguire la sua passione per la musica e il teatro; studiò arti sceniche presso la United States International University di San Diego prima di tornare nel Regno Unito e ottenere il ruolo di Billy Crocker nel musical Anything Goes di Cole Porter presso il londinese Teatro del West End.
Tra il 1983 e il 1985, Barrowman ha ottenuto una parte in diversi musical, tra cui Hello, Dolly!, Oliver!, Camelot, Li'l Abner e Anything Goes.
Barrowman si è diplomato nel 1985 e nello stesso anno ha acquisito la cittadinanza americana, che mantiene tuttora insieme a quella britannica. In seguito si è trasferito a San Diego, in California, per studiare arti sceniche presso la United States International University. Nel 1989 ha vissuto per sei mesi nuovamente nel Regno Unito per studiare il lavoro di William Shakespeare.

### Attore teatrale

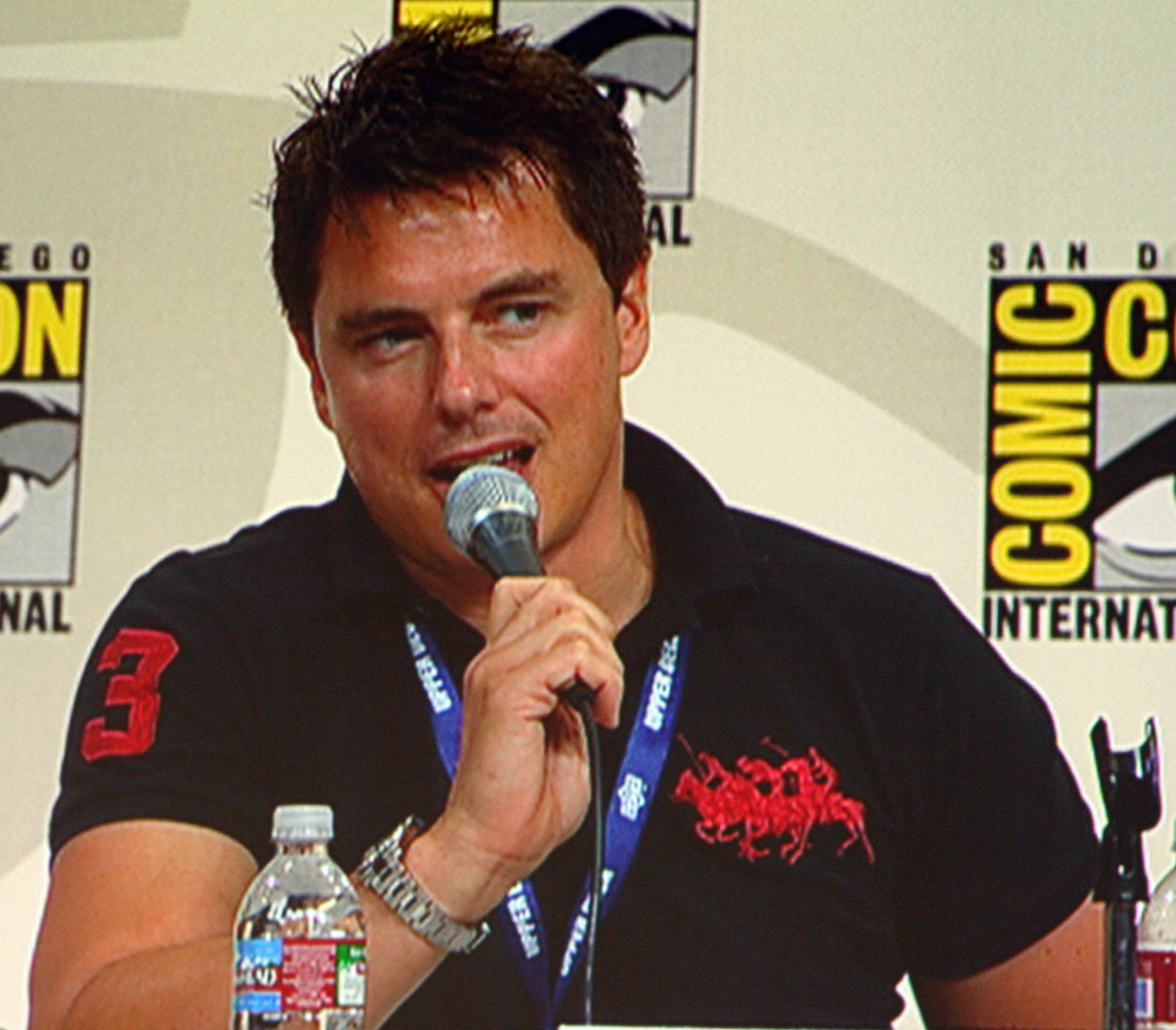
John Barrowman al San Diego Comic-Con International del 2008

Nel 1989 Barrowman iniziò a lavorare come attore al teatro londinese Prince Edward Theatre, interpretando il ruolo di Billy Crocker nel musical Anything Goes di Cole Porter; venne affiancato da Elaine Paige, nei panni di Reno Sweeney, e da Bernard Cribbins in quelli di Moonface Martin. Negli anni successivi continuò ad apparire in produzione del West End: interpretò la parte di Domingo Hernandez nel Matador presso il Queen's Theatre nell'anno 1991; quella di Raoul ne The Phantom of the Opera al His Majesty's Theatre nel 1992; il personaggio di Claude nel musical Hair all'Old Vic Theatre nel 1993; Chris in
Miss Saigon al Theatre Royal, Drury Lane nel 1993; Joe Gillis in Sunset Boulevard al teatro Adelphi dal 1994 al 1995; e quella della Bestia in Beauty and the Beast al Dominion Theatre nell'anno 1999.
Barrowman prese parte al musical Godspell nel 1994, e cantò come solista le canzoni We Beseech Thee e On The Willows. Venne nominato per l'Olivier Award come miglior attore in un musical nel 1998 per avere interpretato il ruolo di Cal Chandler in The Fix. Barrowman interpretò poi Joe Gillis nel musical Sunset Boulevard a West End e brevemente anche a Broadway. Tornò a Broadway solo nel 1999, quando interpretò il personaggio di Barry in Putting It Together di Stephen Sondheim. In una recensione, la performance di Barrowman venne lodata dal critico teatrale Tom Samiljan, che notò la sua «voce baritonale e il suo aspetto soave». Nel 2002, Barrowman apparì nel musical Company in occasione della Stephen Sondheim Celebration del Kennedy Center.
Tornò a interpretare il ruolo di Billy Crocker nel revival di Anything Goes del 2003, e apparì in altri drammi non musicali del West End, come Rope, A Few Good Men e Jack and the Beanstalk. Tra il 2007 e il 2008 ha interpretato il protagonista del musical Aladdin al Birmingham Hippodrome, mentre nel 2008 è apparso come guest star nella Royal Variety Performance al London Palladium. Nella stagione 2008-2009 interpretò inoltre la pantomima Robin Hood al Birmingham Hippodrome.
Il 14 settembre 2008 ha presentato la festa del sessantesimo compleanno di Andrew Lloyd Webber presso l'Hyde Park di Londra.
Un anno più tardi prese il ruolo di Zaza/Albin nel revival West End di La Cage aux Folles al Playhouse Theatre.

### Presentatore televisivo

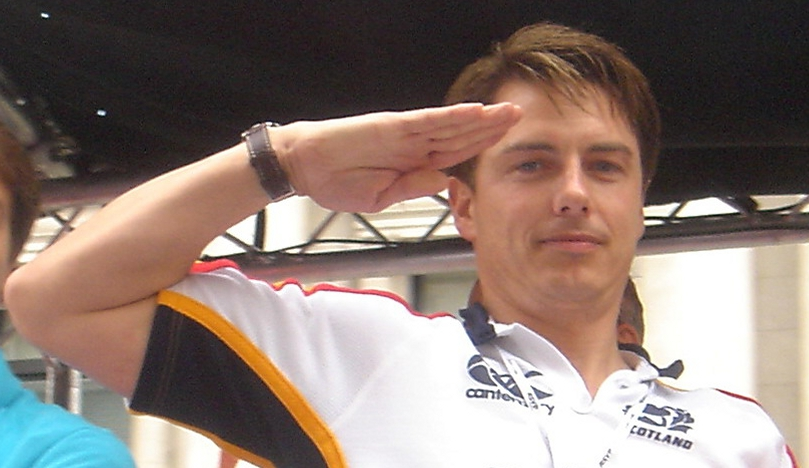
Barrowman al gay pride di Londra del 2007

Barrowman fu uno dei presentatori originali di Live & Kicking, un programma di varietà per bambini della rete BBC; divenne in quel periodo famoso per la battuta "it's a dirty rat!" ("è uno sporco ratto!"), che ripeteva frequentemente durante lo show. Tra il 1994 e il 1996 apparve inoltre nel game show per bambini The Movie Game, mentre dal 1997 al 1999 fu uno dei presentatori fissi del programma 5's Company del canale britannico Five. Nel 2006 sostituì durante le vacanze pasquali il presentatore del talk show mattutino This Morning su ITV e divenne uno dei giudici del talent show della BBC How Do You Solve A Problem Like Maria?, insieme ai colleghi Andrew Lloyd Webber, David Ian e Zoe Tyler. Nello stesso anno apparve come ospite nel programma Heaven & Earth, condotto sulla BBC da Gloria Hunniford, in cui parlò di spiritualità e unioni civili. L'11 febbraio 2007 Barrowman co-presentò un servizio sui BAFTA Awards insieme a Ruby Wax per il canale televisivo E!.
Nel 2007 presentò due edizioni di Elaine Paige on Sunday e fu uno dei giudici di Any Dream Will Do, condotto da Graham Norton.
Apparve inoltre nel quiz show Never Mind the Buzzcocks (2006) e nei programmi Al Murray's Happy Hour, The Charlotte Church Show e Friday Night with Jonathan Ross. Nel 2007 condusse The Friday Night Project, su Channel 4, insieme a Justin-Lee Collins e Alan Carr.
Nel 2008 fece sfoggio del suo accento scozzese nella prima puntata della show documentario The Making of Me e presentò un game show della BBC chiamato The Kids Are All Right. Nello stesso anno divenne uno dei giudici della versione canadese di How Do You Solve a Problem Like Maria? e iniziò a condurre il programma per bambini Animals at Work
Nel 2009 condusse il programma Tonight's the Night sulla BBC.

### Cinema
Nel 2002 Barrowman interpretò il ruolo di Ben Carpenter nel film Shark Attack 3: Megalodon.
Le sue abilità musicali gli permisero di partecipare ad altri film, tra cui De-Lovely (2004), in cui duetta con Kevin Kline cantando Night and Day; e il musical The Producers - Una gaia commedia neonazista, in cui interpreta Springtime for Hitler.

### Talent show
Nel 2006 Barrowman partecipò al programma musicale The Sound of Musicals sia come presentatore sia esibendosi in quanto cantante.
Tra il gennaio e il febbraio 2006 Barrowman prese inoltre parte al talent show Dancing on Ice su ITV1, mentre nel 2010 fu una delle cinque celebrità ospiti del Strictly Come Dancing Christmas Special.

### Attore televisivo

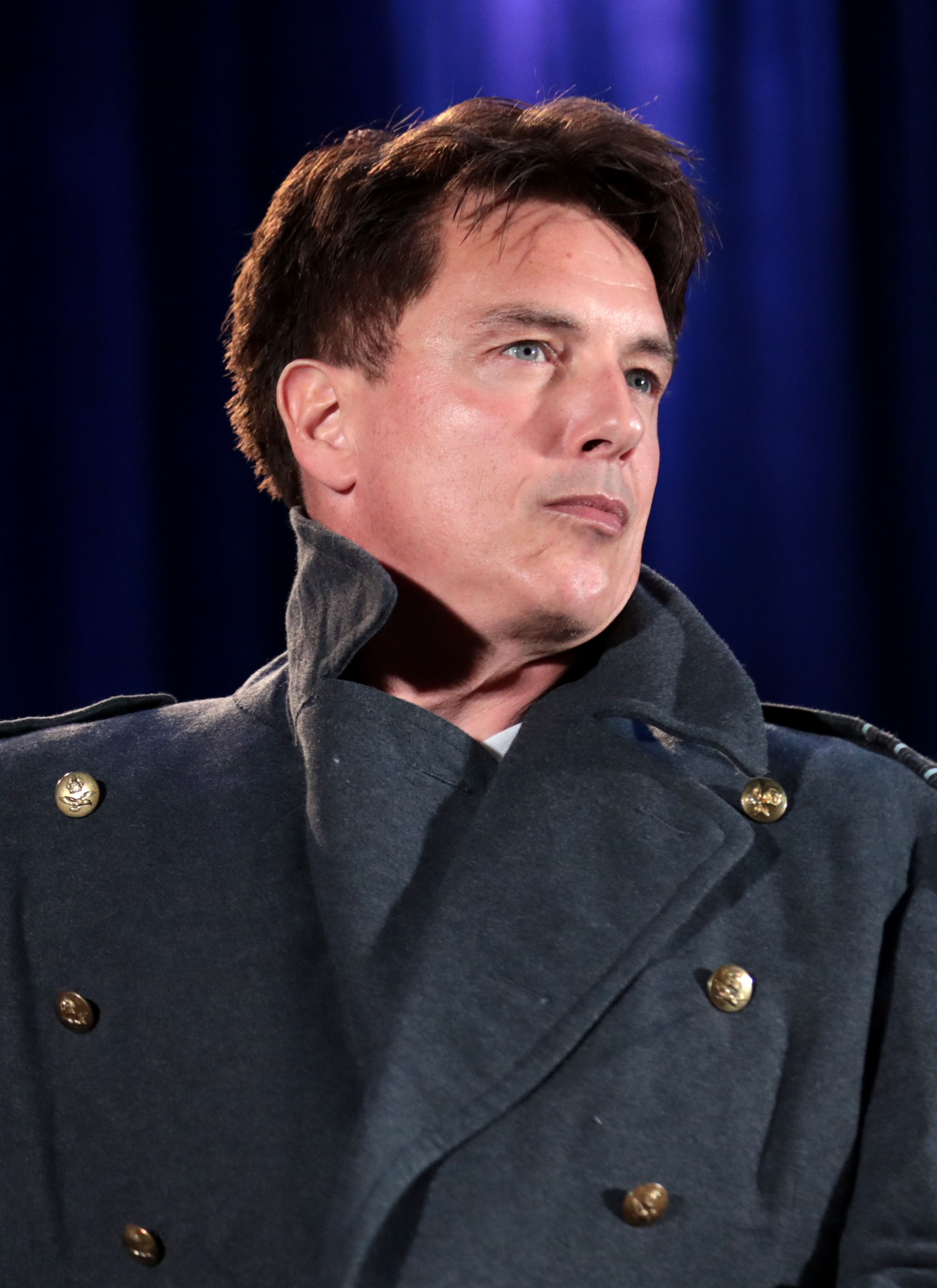
John Barrowman nei panni di Jack Harkness

Barrowman iniziò la sua carriera di attore televisivo apparendo in alcune soap opere. Nel 1995 interpretò Peter Fairchild in Central Park West, mentre nel 2000 ottenne la parte di Peter Williams nella serie televisiva Titans della NBC.
Venne considerato per il ruolo di Will nella sitcom Will & Grace, ma escluso per essere «troppo etero».
Il 25 marzo 2008 Barrowman fece un'apparizione nel ventiduesimo episodio della serie televisiva Hotel Babylon., mentre nel 2010 si unì al cast di Desperate Housewives interpretando il ruolo ricorrente di Patrick Logan.

#### Doctor WhoeTorchwood
Nel Regno Unito Barrowman è meglio conosciuto per il ruolo del capitano Jack Harkness, interpretato inizialmente nella serie televisiva Doctor Who e in seguito anche nello spin-off a lui dedicato, Torchwood.
Il personaggio, un viaggiatore del tempo proveniente dal cinquantunesimo secolo, apparve per la prima volta nel doppio episodio Il bambino vuoto della prima stagione della nuova serie di Doctor Who. Divenne così popolare che venne scelto per fare da protagonista a uno spin-off, chiamato Torchwood, che andò in onda a partire dal 2006. Ken Tucker di Entertainment Weekly descrisse il ruolo di Barrowman in Torchwood come «audace» e «celestialmente promiscuo».
Barrowman continuò ad apparire in Doctor Who come guest star: nel 2007 partecipò agli episodi Utopia, Il suono dei tamburi e L'ultimo signore del tempo (terza stagione), mentre nel 2008 il personaggio apparve negli episodi finali della quarta stagione, La terra rubata e La fine del viaggio.
Nel 2010 Barrowman fece inoltre un cameo nell'episodio speciale La fine del tempo, insieme ad altre star apparse precedentemente nello show.
Barrowman ritorna come guest star in Doctor Who nel 2020 nell'episodio della dodicesima stagione Fugitive of the Judoon e nello speciale di Capodanno 2021 Revolution of Daleks.

## Vita privata
Sebbene avesse dichiarato di non volersi sposare, Barrowman si è unito civilmente con il suo compagno Scott Gill nel 2006. Ha tuttavia dichiarato di non volere chiamare la loro unione con il termine "matrimonio" e in generale di non sostenere il concetto di matrimonio in una relazione omosessuale.
Barrowman è bidialettale: ha infatti imparato l'accento americano dopo essersi trasferito negli Stati Uniti dalla Scozia. Il suo accento è spesso chiamato Mid-Atlantic.
Un'autobiografia di Barrowman, Anything Goes, venne pubblicata nel 2008 dalla casa editrice Michael O'Mara Books. Sua sorella, professoressa di lettere e giornalista, lo aiutò a scriverla, servendosi degli appunti del fratello.
Nel 2009 Barrowman ha inoltre pubblicato I Am What I Am,, una biografia in cui racconta la più recente fama in campo televisivo e musicale.
Barrowman è attivo nella comunità LGBT. Ha lavorato con Stonewall, un'organizzazione britannica per i diritti dei gay, nella campagna "Education for All" ("Educazione per tutti") contro l'omofobia nella scuole. Ha inoltre tenuto un discorso alla Oxford Union riguardo alla sua carriera, all'industria dello show business e ai diritti dei gay. L'evento venne filmato dalla BBC e riportato all'interno del programma documentaristico The Making of Me.
Nel 2006 venne votato "Entertainer of the Year" dall'organizzazione Stonewall e rientrò nella Out 100 del 2008, la lista di persone degne di note nella comunità LGBT stilata annualmente dalla rivista Out.
Nel giugno 2010 Barrowman incontrò il primo ministro David Cameron come rappresentante della comunità LGBT.
Il 2 luglio 2013 ha annunciato su Twitter di essersi sposato in California con il suo compagno Scott Gill.

## Filmografia parziale

### Attore

#### Cinema
- The Untouchables - Gli intoccabili (The Untouchables), regia di Brian De Palma (1987) - non accreditato
- Shark Attack 3 - Emergenza squali (Shark Attack 3: Megalodon), regia di David Worth (2002)
- Method, regia di Duncan Roy (2004)
- De-Lovely - Così facile da amare (De-Lovely), regia di Irwin Winkler (2004)
- The Producers - Una gaia commedia neonazista (The Producers), regia di Susan Stroman (2005)
- Zero Dark Thirty, regia di Kathryn Bigelow (2012)

#### Televisione
- Central Park West – serie TV, 21 episodi (1995-1996)
- Putting It Together, regia di Don Roy King e Eric D. Schaeffer – film TV (2000)
- Titans – serie TV, 14 episodi (2000-2001)
- Doctor Who – serie TV, 13 episodi (2005-2021)
- Torchwood – serie TV, 41 episodi (2006-2011)
- Hotel Babylon – serie TV, episodio 3x06 (2008)
- Al Murray's Multiple Personality Disorder – serie TV, episodi 1x03-1x07 (2009)
- My Family – serie TV, 9x08 (2009)
- Desperate Housewives – serie TV, 5 episodi (2010)
- Goodnight Burbank – serie TV, episodio 1x06 (2011)
- Hustle - serie TV, episodio 8x04 (2012)
- Arrow – serie TV, 68 episodi (2012-2019)
- Scandal - serie TV, episodio 2x21 (2013)
- The Flash - serie TV, 2 episodi (2015-2017)
- Reign - serie TV, episodio 3x17 (2016)
- Legends of Tomorrow - serie TV, 6 episodi (2016-2017)

### Doppiatore

#### Televisione
- Super Hero Squad Show (The Super Hero Squad Show) – serie animata, episodio 2x15 (2011)

#### Videogiochi
- LEGO Dimensions (2015)
- LEGO DC Super-Villains (2018)

## Doppiatori italiani
Nelle versioni in italiano dei suoi lavori, John Barrowman è stato doppiato da:
- Riccardo Niseem Onorato in De-Lovely, Doctor Who (stagioni 3+), Torchwood, Reign
- Francesco Bulckaen in Arrow, The Flash, Legends of Tomorrow
- Vittorio Guerrieri in Doctor Who (stagione 1)
- Stefano Crescentini ne Dead Even - Sangue caldo
- Gaetano Varcasia in Desperate Housewives
- Francesco Pezzulli in Shark Attack 3
- Luigi Ferraro in Zero Dark Thirty
- Paolo Sesana in Scandal
- Roberto Certomà in Hustle
- Fabio Boccanera in Titans

Come doppiatore, viene sostituito da:
- Luca Sandri in LEGO Dimensions
- Lorenzo Scattorin in LEGO DC Super-Villains